# Kabataş (district)
Kabataş is een Turks district in de provincie Ordu en telt 14.385 inwoners (2007). Het district heeft een oppervlakte van 74,6 km². Hoofdplaats is Kabataş.
De bevolkingsontwikkeling van het district is weergegeven in onderstaande tabel.
| 1997   | 2000   | 2007   |
| ------ | ------ | ------ |
| 17.697 | 20.644 | 14.385 |